# 荻昱子
荻 昱子 （おぎ いくこ、1933年5月15日 - 2015年）は、日本の女優。1960年9月より1965年10月までNHKおかあさんといっしょ内人形劇ブーフーウーにおいて、司会のお姉さん役を演じた。文学座に所属していた。荻昌弘は従兄にあたる。